# Cambuquira
Cambuquira es un municipio brasilero del Estado de Minas Gerais. Su población censada en 2007 era de 12.500 habitantes.
Forma parte del Circuito de las Aguas de Minas Gerais.

## Historia
El origen de la ciudad fue en el actual Largo de São Francisco, donde existía una hacienda, a Boa Vista, dejada como herencia para esclavos por las hermanas Ana, Joana y Francisca da Silva Goulart.
En 1872, se fuynda el festival de Cambuquira, erigido en el distrito de Campanha. En 1894 fue inaugurada la Vía de Ferrocarril, llevando progreso y expandiendo la población. Cambuquira fue decretada (Decreto n.º 2528) municipio el día 12 de mayo de 1911, teniendo como primer prefecto Dr. Raul de Noronha Sá. En las décadas siguientes, el turismo en la ciudad se desarrolló a ritmo intenso, elevándola al título oficial de Estancia Hidromineral en 1970.
Su economía se basaba en el cultivo del café, ganadería, turismo e industria de agua mineral para exportación. Posee un observatório astronómico utilizado para investigaciones y estudios universitários.